# Бар-Селла, Зеев
Зее́в Бар-Се́лла (при рождении Влади́мир Петро́вич Наза́ров; 2 июня 1947, Москва — 27 июля 2024, Рамат-Ган) — советский лингвист, израильский литературовед, публицист и журналист. Исследователь проблемы авторства романа «Тихий Дон» и других произведений М. А. Шолохова.

## Биография
Родился в семье военнослужащего — Пётр Владимирович Назаров (1912—1969), уроженец Щербачёвка Воронежской области, русский, был полковником Генштаба, служил в Главном разведывательном управлении, участник Великой Отечественной войны, кавалер ордена Ленина, двух орденов Красного Знамени и двух орденов Красной Звезды. «После его смерти в 1969 году я по ряду признаков смог понять, что он был одним из ведущих разработчиков военной доктрины Советского Союза», - вспоминал впоследствии Зеев. Мать, Лидия Исааковна Назарова (урождённая Худак, 1918—?), уроженка Ростова-на Дону — еврейка, выпускница Литературного института, занималась литературной критикой, была переводчиком и редактором.
Учился на филологическом факультете МГУ. Учась в университете, опубликовал работу со структурным анализом текста Фестского диска. Однако в 1968 году по воспоминаниям самого Бар-Селлы был отчислен: «Тем не менее из университета меня исключили за несдержанность поведения: к тому времени я возлюбил сионизм и открыто говорил об этом». В ноябре 1973 года эмигрировал в Израиль, где принял имя Зеев Бар-Селла. Окончил Иерусалимский университет по специальности «Славистика». Был женат на филологе и литературном критике Майе Лазаревне Каганской (1938—2011), а позже и до самой смерти на архитекторе-реставраторе Ольге Полевой. Жил в Иерусалиме.
Умер утром 27 июля 2024 года в Медицинском центре имени Хаима Шибы (Рамат-Ган).

## Работы по проблеме «Тихого Дона»
Основываясь на анализе текста «Тихого Дона», Бар-Селла утверждает, что М. А. Шолохов не был автором романа, поскольку допустил множество ошибок, которые не могут быть объяснены иначе, чем ошибки переписывания чужого текста, написанного по старой орфографии. Кроме того, по мнению Бар-Селлы, нынешний текст «Тихого Дона» скомпилирован из разных редакций исходного текста другого автора, что привело к существенным противоречиям в романе, например, раздвоению биографий героев в 1914 году на восточнопрусскую и галицийскую.
Проанализировав обнародованные в 2005—2007 годах шолоховские рукописи «Тихого Дона», Бар-Селла сформулировал вывод, что эти рукописи были изготовлены Шолоховым только в 1929 году специально для комиссии по изучению обвинений Шолохова в плагиате, то есть заведомо после первых публикаций романа в журнале «Октябрь», «Роман-газете» и выхода первого отдельного издания. Этот вывод основан на том, что во многих отношениях рукопись оказывается гораздо ближе к первому отдельному изданию романа, чем к тексту первой публикации в «Октябре».
В качестве подлинного автора «Тихого Дона» Бар-Селла называет донского литератора Виктора Севского (Вениамина Краснушкина).

## Публикации о других произведениях Шолохова
Основываясь на текстологическом анализе, Бар-Селла выдвинул тезис о том, что при написании «Донских рассказов» и «Поднятой целины» также использовался исходный корпус текстов, принадлежащих автору, отличному от Шолохова. Сам же Шолохов даже не участвовал в создании опубликованных вариантов этих текстов, а является лишь титульным автором. В написании или компиляции ранних рассказов Шолохова, согласно версии Бар-Селлы, участвовали несколько человек. Некоторые математики, исследовавшие проблему авторства текстов, согласны в этом с ним. Что касается неоконченного романа Шолохова «Они сражались за Родину», то Бар-Селла представил обнаруженные в нём заимствования из военных рассказов Андрея Платонова, причём эти заимствования трактуются им как факт написания батальных глав данного романа самим Платоновым.

## Другие работы
Как литературовед известен также работами о творчестве М. А. Булгакова, И. Ильфа и Е. Петрова, И. Бродского, о российской и советской фантастике. Принял участие в дискуссии об авторстве текста песни «Священная война» и указал случаи заимствования чужих текстов В. Лебедевым-Кумачом. Выступал сторонником концепции Виктора Суворова начала Второй мировой войны. Выступал как политический публицист в русскоязычной израильской печати.
В 2013 году начал сотрудничество с издательством «Молодая гвардия»: в серии «Жизнь замечательных людей» вышла биография писателя-фантаста Александра Беляева авторства Зеева Бар-Селлы.
В 2018 году вышла монография «Сюжет Бабеля».

## Основные работы

### Монографии
- Зеев Бар-Селла. Литературный котлован. Проект «Писатель Шолохов». — М.: РГГУ, 2005. — 464 с. — ISBN 5-7281-0816-4
- З. Бар-Селла, М. Каганская, И. Гомель. (сб. в соавт.) Вчерашнее завтра. Книга о русской и нерусской фантастике. — М.: РГГУ, 2004. — 324 с. — ISBN 5-7281-0336-7
- Бар-Селла З., Каганская М. Мастер Гамбс и Маргарита. — Tel-Aviv: Milev, 1984. — 192 c.; Б. м.: Salamandra P.V.V., 2011. — 135 c.
- В. П. Назаров. Разыскания в области исторической морфологии восточнокавказских языков: проблемы архаизмов и инноваций. — Махачкала: Дагучпедгиз, 1974. — 47 с.
- Зеев Бар-Селла. Александр Беляев. — М.: Молодая гвардия, 2013. — 432 с. — ISBN 978-5-235-03614-7.